# Election Night (American Horror Story)
"Election Night" é o primeiro episódio da sétima temporada da série de televisão antológica American Horror Story. O episódio estreou em 5 de setembro de 2017, na FX. O septuagésimo quarto episódio da série, foi escrito pelos criadores da série, Ryan Murphy e Brad Falchuk, e dirigido por Bradley Buecker.

## Enredo
O episódio começa com uma montagem de clipes de Donald Trump e Hillary Clinton durante a campanha presidencial. Ally (Sarah Paulson), sua esposa Ivy (Alison Pill), seu filho Oz, e seus vizinhos, os Changs, estão assistindo, com horror, enquanto Donald Trump é anunciado presidente dos Estados Unidos. Enquanto isso, Kai (Evan Peters), assistindo sozinho em seu porão, fica encantado com a notícia, enquanto sua irmã Winter (Billie Lourd) fica devastada, tendo votado a favor de Hillary Clinton. Kai vai para o quarto de Winter para se divertir com a vitória e eles enlaçam os mindinhos.
Em seguida, um casal é visto prestes a fazer sexo numa floresta. O casal faz menção à lenda do palhaço Twisty quando Twisty aparece atrás deles e subsequentemente assassina o namorado e depois a namorada. Tal cena é revelada como sendo parte de uma história em quadrinhos de Oz, que, quando encontrada por Ally, a envia para um ataque de pânico devido ao medo de palhaços e leva a Ivy a tirar o quadrinho de Oz. Ally então fala com seu terapeuta Rudy (Cheyenne Jackson) sobre seus medos (claustrofobia, hemofobia e tripofobia), e ele sugere medicação anti-ansiedade.
Kai é então visto participando de uma reunião do conselho da cidade, na qual o Sr. Chang atua, sobre segurança para o centro comunitário judaico local. Kai declara suas objeções, falando sobre usar o medo para controlar as pessoas, embora o conselho discorde com ele e a moção seja aprovada. Kai é mais tarde visto assediando um grupo de homens hispânicos nas ruas, preenchendo um preservativo com a urina e jogando-o contra os homens enquanto gritava insultos racistas. Os homens derrubam Kai enquanto uma pessoa desconhecida o registra com uma câmera. Enquanto isso, Ally entra no supermercado tarde da noite e cumprimenta Gary, um caixa que revela ter votado em Trump. Enquanto faz compras, Ally é perseguida por palhaços e, eventualmente, sofre um colapso em seu carro, chamando Ivy em pânico. Ivy chama a polícia para o supermercado, onde a existência de palhaços dentro da loja é negada.
Winter é vista em uma entrevista para ser a nova babá de Oz, já que a antiga desapareceu após a eleição. Quando o casal está fora para jantar, Winter vê Oz recriando um painel dos quadrinhos de Twisty. Com uma súbita motivação, Winter começa a mostrar a Oz vídeos e imagens de assassinatos e cadáveres na dark web, afirmando que ela está "vacinando-o" para fortalecê-lo. Oz então percebe um grupo de pessoas em máscaras de palhaço de pé na rua. Ally e Ivy voltam do jantar, onde Ally afirma ter visto mais palhaços, e descobrem que seus vizinhos, os Changs, foram assassinados. Oz diz a seus pais que viu os palhaços e quando eles saíram e os seguiram, eles viram que eles mataram os Changs, embora Winter negue o fato.
O episódio termina com Ally acordando e descobrindo um palhaço em sua cama em vez de Ivy e depois gritando de terror.

## Recepção
"Election Night" foi assistido por 3.93 milhões de telespectadores em sua transmissão original, adquirindo uma avaliação 2.0 no demográfico 18-49 da Nielsen Media Research.
O episódio recebeu avaliações positivas da crítica. No agregador Rotten Tomatoes, "Election Night" possui uma classificação de aprovação de 85%, com base em 13 avaliações e uma classificação média de 7,97 em 10. Matt Flower, da IGN, disse que o episódio foi um "começo promissor" e elogiou o uso da sátira e da paranoia pós-eleitoral, embora tenha criticado-o por "ser redutor e desdentado". Daniel D'Addario, da revista Time, elogiou o episódio por seu terror, sua cinematografia e suas performances.